# Мохиган
Мохигани или Мохиганци (енгл. Mohegan, /ˈmoʊhiːɡæn/) су алгонквински народ, староседеоци су источне обале Северне Амерке. Средином 17. века насељавали су област око горњег и средњег тока реке Темзе у данашњој америчкој држави Конектикат. Говорили су мохиганским дијалектом мохиганско-пеквотског језика, који припада источној групи алгонквинских језика.
Данас су федерално признати као „Мохиганско Индијанско племе Конектиката”, њихов резерват „Мохигански индијански резерват” налази се у Ункасвилу у близини града Монтвила у округу Њу Лондон у јужном Конектикату. У САД је према попису из 2010. живело 1.358 Мохиганаца (када се укључе особе мешаног порекла 2.764).

## Историја

### Порекло
Према свештенику Вилијаму Хабарду, Пеквоти (и Мохиганци) су у област источног Конектиката дошли са горњег тока реке Хадсон око 1500, неколико деценија пре оснивања енглеске колоније Плимут. Он је ову теорију објавио у свом делу „Приповести о невољама са Индијанцима Нове Енглеске” 1677. Ова теорија је у супротности са археолошким, лингвистичким и другим доказима, који су данас расположиви, који сведоче да Пеквоти (и Мохиганци) нису били скорашњи досељеници у источни Конектикат, већ аутохтони народ, који је на том простору био присутан хиљадама година.
Мохиганци су првобитно били део народа Пеквот, али су након 1633. постали независни, након сукоба између врховног пеквотског сахема Сасакуса и другог по рангу сахема Ункаса. Сукоб је био везан за питање ко би од њих двојице требало да наследи врховног сахема Вупигвуита који је умро 1631. (веће је изабрало Сасакуса што Ункас никад није прихватио), као и за трговину са белцима, Сасакус је заговарао трговину са Холанђанима, а Ункас са Енглезима.

### Први контакт са Европљанима
Први сусрет Пеквота (и Мохиганаца) са Европљанима десио се 1614, када је на доњем току реке Конектикат дошло до сусрета са Холанђанима. У наредним годинама дошло је до развоја трговине крзном и вампумом између Холанђана и Пеквота. Холанђани су основали трговинску постају у близини данашњег Хартфорда 1622. Они су желели да тргују са свима, али Пеквоти су желели да успоставе монопол на трговинске односе са Холанђанима. Након сукоба из 1622. за који је мало недостајало да прерасте у рат, Холанђани су одлучили да прихвате Пеквоте као посреднике у трговини са осталим домородачким народима (Нипмацима и Матабесетима) који су живели око реке Конектикат. Након тога Пеквоти су наплаћивали пролаз трговцима других домородачких народа или су деловали као посредници у трговини крзном и вампумом.

### Одвајање Мохиганаца од Пеквота
Енглези оснивају 1633. своју трговинску постају у Виндзору на реци Конектикат, узводно од холандске постаје. Захваљујући чему су били у стању да избегну посредовање Пеквота у трговини крзном, јер се њихова постаја налазила довољно далеко од пеквотске територије. Холанђани су затим основали своју утврђену трговинску постају Кућа добре наде на територији данашњег Хартфорда, на земљи коју су купили од Пеквота, очекујући да ће Пеквоти присилити Енглезе да оду. Међутим, дошло је до поделе међу Пеквотима, јер је део Пеквота предвођених сахемом Ункасом, који је живео око горњег тока реке Темзе, даље од обале Атлантског океана и ближе енглеској трговинској постаји Виндзор, упркос губитку монопола у трговини крзном и вампумом, желео да тргује са Енглезима који су нудили веће цене за крзно. Они су се затим одвојили од Пеквота и постали су независан народ под именом Мохиганци.

### Пеквотски рат
До заоштравања односа између Енглеза и Пеквота дошло је 1634. када је група Западних Ниантика (који су били савезници Пеквота) убила бостонског трговца, Енглеза који је покушао да киднапује њихове жене и децу с` намером да их прода у ропство. Сахем Пеквота Сасакус је покушао да изглади односе са Енглезима из Масачусетса нудећи им крзно и вампум, међутим Енглези нису били задовољни понудом и тражили су од њега да преда људе који су били одговорни за убиство, што је он одбио. У току лета 1635. Енглези оснивају ново утврђење Сејбрук на ушћу реке Конектикат у Атлантски океан, чиме блокирају приступ Холанђанима. Након чега Холанђани напуштају своју трговинску постају и долину реке Конектикат, чиме Пеквоти остају без савезника.
Након одласка Холанђана, Енглези започињу колонизацију Конектиката, насељавањем Томаса Хукера у Хартфорд 1636. Матабесети који су насељавали ту област били су пријатељски расположени према Енглезима, јер су имали користи од директне трговине крзном, а такође су желели да се ослободе доминације Пеквота. Мохиганци су такође били пријатељски расположени према колонистима, док су Пеквоти повремено нападали колонисте.
Након убиства енглеског трговца Џона Олдама у јулу 1636, који је убијен у близини острва Блок Ајленд, а кога су убили нарагансетски вазали Источни Ниантици, дошло је до напада Енглеза на Пеквоте, чиме је започео Пеквотски рат. Енглези су напали Пеквоте, јер су они дали уточиште убицама Џона Олдама. У зиму 1636. Пеквоти су тражили помоћ од Мохиганаца и Нарагансета у борби против Енглеза, што су они одбили. И једни и други ушли су у рат на страни Енглеза.
У току јесени и зиме 1636. тврђава Сејбрук се налазила под опсадом. Априла 1637. Пеквоти су са савезницима из матабесетског племана Вонганк напали град Ведерсфилд, при чему су убили 6 мушкараца и 3 жене, а 2 девојке су заробили (кћерке Вилијама Свејна за које су касније откуп платили Холанђани).
У мају 1637. вође колониста из 3 енглеска града у Конектикату (Хартфорд, Ведерсфилд и Виндзор) састале су се у Хартфорду, основали су милицију и за њеног команданта поставили Џона Мејсона. Под командом Мејсона налазило се 90 припадника конектикатске милиције и 70 мохиганских ратника под командом сахема Ункаса. Њихов задатак је био напад на пеквотске тврђаве Мистик и Вајншокс. Њима се у тврђави Сејбрук придружило 20 војника колоније Масачусетс беј под командом Џона Андерхила. Они су затим на 3 брода отпловили до залива Нарагансет, где им се придружила група од 200 нарагансетских ратника. Одатле су одмарширали до пеквотске тврђаве Мистик. Због исцрпљености, Енглези су одлучили да нападну само тврђаву Мистик. Рано у зору 26. маја 1637. напали су тврђаву, у којој се у том тренутку налазио мали број пеквотских ратника. Након што су пеквотски ратници пружили јак отпор, капетан Мејсон је схватио да је једини начин да поразе Пеквоте изазивање пожара у тврђави. Након што су Енглези запалили пеквотске Вигваме, повукли су се из тврђаве у којој се убрзо пожар проширио. Енглези су формирали прстен око тврђаве и пуцали су на сваког ко је покушао да побегне, Мохиганци и Нарагансети су формирали спољни прстен и убијали су сваког ко би успео да побегне Енглезима. У року од једног сата више од 400 Пеквота већином жена и деце било је убијено. Само 7 Пеквота је живо заробљени и 7 је успело да побегне.
Након уништења тврђаве Мистик, Енглези и Мохиганци су започели повлачење на запад ка ушћу реке Темзе, где је требало да се укрцају на своје бродове, а њихови нарагансетски савезници су се повукли на исток ка својој територији. У току повлачења Енглезе и Мохиганце су нападали пеквотски ратници. Према извештају Џона Андерхила у овим нападима је погинуло више пеквотских ратника него у масакру у тврђави Мистик.
Андерхил, рањени Енглези и део Мохиганаца се укрцао на бродове и отпловио ка тврђави Сејбрук. Мејсон и преостали Енглези и већина Мохиганаца је остала на западној обали реке Темзе преко ноћи. Сутрадан су одмарширали до реке Конектикат, одакле су пребачени у тврђаву Сејбрук. Током повлачења заробљено је 10 пеквотских ратника и 8 жена. Од 10 ратника, 6 је погубљено, а од 4 поштеђена, сваком од индијанских сахема је дат по један. Четири жене су остале у тврђави, а 4 су послате узводно у друге конектикатске градове. Убрзо је дошло до спора између Енглеза и Мохиганаца око расподеле жена, који су Енглези решили тако што су погубили жене.
Пеквоти су затим напустили своја насеља у страху од нових напада. Последња значајна битка која се десила 13. јула је била „Ферфилд Свомп Фајт” у мочвари која се данас зове мочвара Пеквот, она је истовремено и једина битка у рату у којој су Пеквоти користили ватрено оружје. Након неколико сати борбе и обећања Енглеза да неће бити убијене, пеквотске жене су се предале, после рата све су продате у ропство. Већина пеквотских ратника је успела следећег јутра да се пробије кроз енглеске линије и да побегне.
Неколико сати пре него што су Енглези дошли до мочваре, сахем Сасакус је са још 6 сахема, неколико жена и 20 ратника побегао на север на територију Мохока, где су желели да траже њихову помоћ у борби против Енглеза. Крајем јула 1637. група ратника Мохока и Мохиганаца изненада је напала њихове вигваме. Сахем Сасакус је одмах убијен, а неколицина Пеквота која је успела да побегне је убрзо ухваћена и погубљена.
Пеквотски рат је формално завршен потписивањем Хартфордског споразума 21. септембра 1638. Према споразуму преживели Пеквоти су подељени између Мохиганаца и Нарагансета и забрањено им је да се називају Пеквоти. Пеквотима је споразумом забрањено да се икада више врате на своју земљу.

### Мохиганци постају најмоћнији народ јужне Нове Енглеске
Мање од половине од око 3.000 Пеквота је преживело Пеквотски рат. Након рата су Енглези, око 1.500 Пеквота и Западних Ниантика предали Мохиганцима. Због чињенице да је сваки народ (укључујући и Мохиганце којима су додељени) који је пружао уточиште преживелим Пеквотима имао обавезу плаћања казне Енглезима, Мохиганци су приморавали Пеквоте да до изнемоглости раде на изради вампума. Са укупном популацијом од преко 3.000 људи, Мохиганци су из Пеквотског рата изашли као један од најмоћнијих народа у јужној Новој Енглеској. Једини значајни противници били су им Нарагансети.
Након уништења Пеквота, Енглези су масовно почели да се насељавају око доњег тока реке Конектикат. Локални староседеоци Матабесети нису пружали отпор због страха од напада удружених мохиганских и енглеских снага.
Након избијања Вапингерског рата 1643-1645, између Холанђана и Вапингера (племена народа Делавер) и њихових савезника са доњег тока реке Хадсон, све енглеске колоније (Хартфорд, Њу Хејвен, Плимут и Масачусетс беј) са изузетком Род Ајленда створиле су савез под именом Конфедерација Нова Енглеска. До јесени 1643. Вапингерима се придружило 20-ак племена у борби против Холанђана, а Холанђани су били на ивици пораза. Да би угушили устанак понудили су 25.000 гилдера енглеским добровољцима који би им помогли у гушењу устанка.
Почетком 1644. капетан Џон Андерхил је организовао енглеске добровољце из Конектиката и Мохиганске извиђаче, који су се придружили Холанђанима у рату против Вапингера и њихових савезника. Видевши да су Мохиганци укључени у сукобе на другим местима, Нарагансети су одлучили да је дошло време да нападну и поразе Мохиганце.
Сахем Минтаноми је предводио Нарагансете у нападу на главно село Мохиганаца. Минтаноми је имао око 900 до 1.000 ратника под својом командом. У борби Минтаноми је био заробљен, након чега су се нарагансетски ратници разбежали. Нарагансети су понудили откуп Енглезима и Мохиганцима, који су званично Енглези прихватили, али је у току путовања Минтаномија убио брат мохиганског врховног сахема Ункаса (Анкаса). Наредне године нови нарагансетски ратни поглавица Песикус је наставио рат са Мохиганцима.
Мохиганци су се нашли на ивици пораза, међутим Енглези су ушли у рат на њиховој страни и спасили их. Енглези су послали своје трупе да заштите мохиганско утврђење у Шантоку. Када су Енглези запретили да ће напасти нарагансетску територији, Каноникус и његов син Миксано су потписали мировни споразум.
Након смрти сахема Минтаномија и пораза Нарагансета у рату, Мохиганци више нису имали значајних противника у суседству, након чега су почели да шире свој утицај на запад и север, покоривши Нипмаке и Матабесете. Покореним племенима која нису могла да плаћају данак, Мохиганци су одузимали земљу и продавали су је Енглезима.
Током „Рата краља Филипа” 1675-1676, Мохиганци су били једни од ретких домородачких народа који су се борили на страни Енглеза. Упркос вишедеценијском савезништву, Енглези су наредили Ункасу на почетку рата да преда сво мохиганско оружје и да се јави у Бостон. Ункас је у то време био стар 87 година, тако да је уместо да сам оде послао своја три сина. Да би осигурали лојалност Мохиганаца, Енглези су до краја рата задржали као таоце два Ункасова сина, док је трећи ослобођен да би предводио мохиганске ратнике у борби. Један од најзначајнијих доприноса Мохиганаца у току рата било је заробљавање нарагансетског сахема Канончета. После пораза устаника, Мохиганци су били једини преостали значајан староседелачки народ у јужној Новој Енглеској и иако су им се многи припадници поражених племена придружили, њихов број је наставио да се убрзано смањује.

## 18. и 19. век
Мохиганци су ратовали на страни Енглеза као извиђачи током Рата краља Вилијaма 1688-1697 и Рата краљице Ане 1702-1713. У току „Греј Локовог рата” 1723-1727, 42 Мохиганца су била извиђачи, они су у то доба били једини преостали мохигански ратници. Због пада њихове популације и дуговања према енглеским трговцима, били су присиљени да продају своју земљу. До 1721. преостало им је само око 16 km² земље око реке Темзе. Због збијености на малом простору део Мохиганаца је почео да напушта Конектикат.
Током 1773. мохигански хришћански проповедник Самсон Окам је населио покрштене Мохиганце у хришћанска насеља Брад`р Таунс касније названа Брад`ртон. Успео је да покрсти око 300 Мохиганаца, што је чинило половину народа. Многи од њих су прихватили енглески начин живота и енглеску одећу. Окам је покрстио и мање групе Матабесета и Метокета, које су се придружиле већинским Мохиганцима у насељима Брад`ртона. Окам је убедио своје следбенике да прихвате позив Онајда да им се придруже у држави Њујорк. У периоду између 1775. и 1788. Брад`ртон Индијанци су се преселили у државу Њујорк на територију Онајда. Окам је убрзо након тога умро 1792. Друга група Брад`ртонских Индијанаца који су били Делавери из државе Њу Џерзи се 1802. придружила Конектикатским Брад`ртонима (Мохиганцима). Брад`ртони су 1822. продали своју земљу у држави Њујорк и са Стокбриџ Индијанцима (Мохиканцима хришћанима из града Стокбриџа) и Онајдама су се преселили у северни Висконсин.
Само око 200 Мохиганаца је остало у Конектикату 1790. када је последњих преосталих 9,3 km² мохиганске земље подељено на појединачне парцеле, део је подељен припадницима народа, а остатак је изнајмљен белцима. Међутим држава Конектикат је 1861. конфисковала и продала земљу која није била заузета, без дозволе Мохиганаца. Мохиганци су се 1970. реорганизовали, а федерално признање су добили 1994.

## Популација
Комбинована популација Мохиганаца и Пеквота око 1620. била је око 6.000. У епидемији богиња током зиме 1634-1635 умрло је око 30% становништва оба народа. Након уништења Пеквота у Пеквотском рату 1636-1637, део заробљених Пеквота и Западних Ниантика, Енглези су предали Мохиганцима. Тада је Мохиганаца заједно са заробљеницима било око 3.000. Због учесталих контаката са Енглезима често су се јављале епидемије заразних болести донетих из Европе (најчешће велике богиње, мале богиње, дифтерија, грип итд) на које Мохиганци нису имали имунитет. До 1675. Мохиганаца је преостало само 1.200, а 1705. само 750.
Крајем 18. века део Мохиганаца, њих око 300, а то су били Брадертон Индијанци (Мохиганци хришћани) је напустио Конектикат и отишао на запад државе Њујорк, где су живели са Стокбриџ Индијанцима (Мохиканцима хришћанима из града Стокбриџа) и Онајдама (племеном Ирокеза). Онајде, Стокбриџ и Брадертон Индијанци су 1822. продали своју земљу и до 1834. се преселили у северни Висконсин. Потомци ове групе Мохиганаца данас су Брадертон Индијанци (источно од језера Виненбаго) али постоје и међу Стокбриџ Индијанцима (западно од Грин беја).
До 1774. у Конектикату је преостало 206 Мохиганаца. Њихови потомци су припадници данашњег „Мохиганског Индијанског племена Конектиката”, које је федерално признато 1994.